# Kevin Hogarth
Kevin John Hogarth (ur. 10 lutego 1934, zm. 11 lutego 2022 w Mildurze) – australijski bokser, medalista igrzysk olimpijskich w 1956.

## Kariera sportowa
Zdobył brązowy medal w wadze półśredniej (do 67 kg) na igrzyskach olimpijskich w 1956 w Melbourne, gdzie wygrał dwie walki, a w półfinale uległ Frederickowi Tiedtowi z Irlandii. Odpadł w ćwierćfinale wadgi lekkośredniej (do 71 kg) na igrzyskach Imperium Brytyjskiego i Wspólnoty Brytyjskiej w 1958 w Cardiff. 
Był mistrzem Australii w wadze lekkośredniej w 1957 i wicemistrzem w tej kategorii w 1955.
Nie przeszedł na zawodowstwo.